# Центральная церковь евангельских христиан-баптистов (Львов)
Центра́льная це́рковь ева́нгельских христиа́н-бапти́стов (бывший католический костёл Святой Урсулы) — памятник архитектуры во Львове (Украина). Находится в центральной части города, на улице Зелёной, 11.

## История
Костёл Святой Урсулы был основан в 1678 году. Здание с двумя башенками и ввогнутым фасадом протрактовано достаточно сухо. В строгих, лишённых декора, формах бывшего костёла чувствуется влияние северного классицизма XVII века. Авторство проекта приписывается голландцу Т. Ван Гамерену.
В 1878 году здание передали общине евангелистов, в 1929 году на здании была установлена табличка в память о 400-летии протестантского движения и в память об организации евангелистской общины во Львове в 1778 году.
В кирхе в 1843 году справили заупокойную службу по русскому генералу Витгенштейну, участнику Отечественной войны 1812 года, который умер, проезжая через Львов.
В 1930-х годах в доме разместился кооператив пенсионеров государственных органов безопасности, который занимался охраной частных квартир, складов, банков, предприятий. Одновременно в здании размещались профсоюзы.
Здание передано общине евангельских христиан-баптистов в начале 1990-х годов, перестройка и реставрация закончены были в 1997 году. Используется как центральный храм львовской евангелистской общины.

## Галерея
|                    |  |                                             |  |                |
| Вид на фасад сбоку |  | Главный фасад костёла (вид с улицы Зелёной) |  | Интерьер храма |